# Дронго лісовий
Дронго лісовий (Dicrurus occidentalis) — вид горобцеподібних птахів родини дронгових (Dicruridae). Описаний у 2018 році.

## Поширення
Вид поширений в Західній Африці від Сенегалу до річки Нігер. Мешкає у галерейних та вторинних лісах.